# Tomasz Maria Dąbek
Tomasz Maria Dąbek OSB (ur. 28 kwietnia 1952 w Będzinie) – teolog, profesor Uniwersytetu Papieskiego Jana Pawła II w Krakowie.

## Życiorys
Wstąpił do zakonu w klasztorze tynieckim w 1971. Święcenia kapłańskie przyjął 29 kwietnia 1979. Ukończył studia teologiczne na Papieskim Wydziale Teologicznym w Krakowie w 1979. Pracę doktorską obronił w 1982, habilitacyjną w 1987. Tytuł profesora nauk teologicznych otrzymał w 1998. W latach 1984–2003 był proboszczem w Tyńcu, a w latach 1985-99 i IX 2003 – II 2005 pełnił funkcję przeora. Redagował m.in. opracowania muzyczne do odnowionej liturgii benedyktyńskiej. Pełnił funkcję cenzora w archidiecezji krakowskiej. Zajmuje się egzegezą Nowego Testamentu, teologią biblijną, a w latach 1980-2004 także muzykę kościelną. Autor około 180 opracowań naukowych i popularnonaukowych, w tym także książek. W latach 1978–1982 oraz 1987-1997 pełnił w Tyńcu funkcję magistra chóru i redagował zbiory śpiewów do odnowionej liturgii polskiej i łacińskiej. Jest kierownikiem katedry teologii biblijnej Wydziału Teologicznego Uniwersytetu Papieskiego Jana Pawła II w Krakowie.

## Odznaczenia
- Srebrny Krzyż Zasług (2007)[1]

## Publikacje książkowe
- "Nawracajcie się!" : metanoia w Nowym Testamencie (1996)
- Nowe życie chrześcijanina (1998)
- Droga wiary (2000)
- Chrystus przychodzi : homilie na czas Adwentu i Bożego Narodzenia (2002)
- Homilie na roraty z modlitwami wiernych (2002)
- Poznajemy oblicze Chrystusa przez Maryję : czytanki majowe (2002)
- Święty Benedykt (2002)
- Abraham - ojciec naszej wiary : rozmyślania biblijne (2003)
- Kazania pasyjne : rozważania do nabożeństw Gorzkich Żali (2003)
- Miłować Chrystusa : czytanki majowe (2003)
- Piotr znaczy skała : medytacje biblijne (2003)
- Chrystus przychodzi, naucza i zbawia : homilie na niedziele i święta : rok ABC (2004)
- Mowa w Piśmie Świętym : biblijna teologia słowa (2004)
- Paweł - apostoł narodów : rozmyślania biblijne (2004)
- Św. Benedykt z Nursji (2004)
- Jan - prorok pogranicza czasów : rozmyślania biblijne (2005)
- "W ciszy i ufności leży wasza siła" (Iz 30,15) : nauka Biblii o milczeniu i powściągliwości w mowie (2006)
- Chrześcijanin wobec złych mocy (2008)
- Nabożeństwa fatimskie (2008)
- "Przygarniajcie siebie nawzajem" (Rz 15,7) : szacunek dla każdego człowieka i wzajemna tolerancja w świetle Biblii (2008)
- Imię Boże według Pisma Świętego (2009)
- Jezus a Kobiety (2009)
- Niezrozumiale fragmenty Biblii (wyd. I - 2009, wyd. II - 2015)
- Wokół Reguły Św. Benedykta (2009)
- "Z pracy rąk swoich będziesz pożywał" (Ps 128, 2) : Biblia o godności i wartości ludzkiej pracy (2010)
- Życie po śmierci, Wydawnictwo PETRUS, Kraków 2011 (wyd. II - 2015)
- Z Maryją na Kalwarii, Wydawnictwo PETRUS, Kraków 2013